# Pleubian
Pleubian is een gemeente in het Franse departement Côtes-d'Armor (regio Bretagne). De plaats maakt deel uit van het arrondissement Lannion. Pleubian telde op 1 januari 2022 2.334 inwoners.

## Geografie
De oppervlakte van Pleubian bedroeg op 1 januari 2022 20,1 vierkante kilometer; de bevolkingsdichtheid was toen 116,1 inwoners per km².
De onderstaande kaart toont de ligging van Pleubian met de belangrijkste infrastructuur en aangrenzende gemeenten.

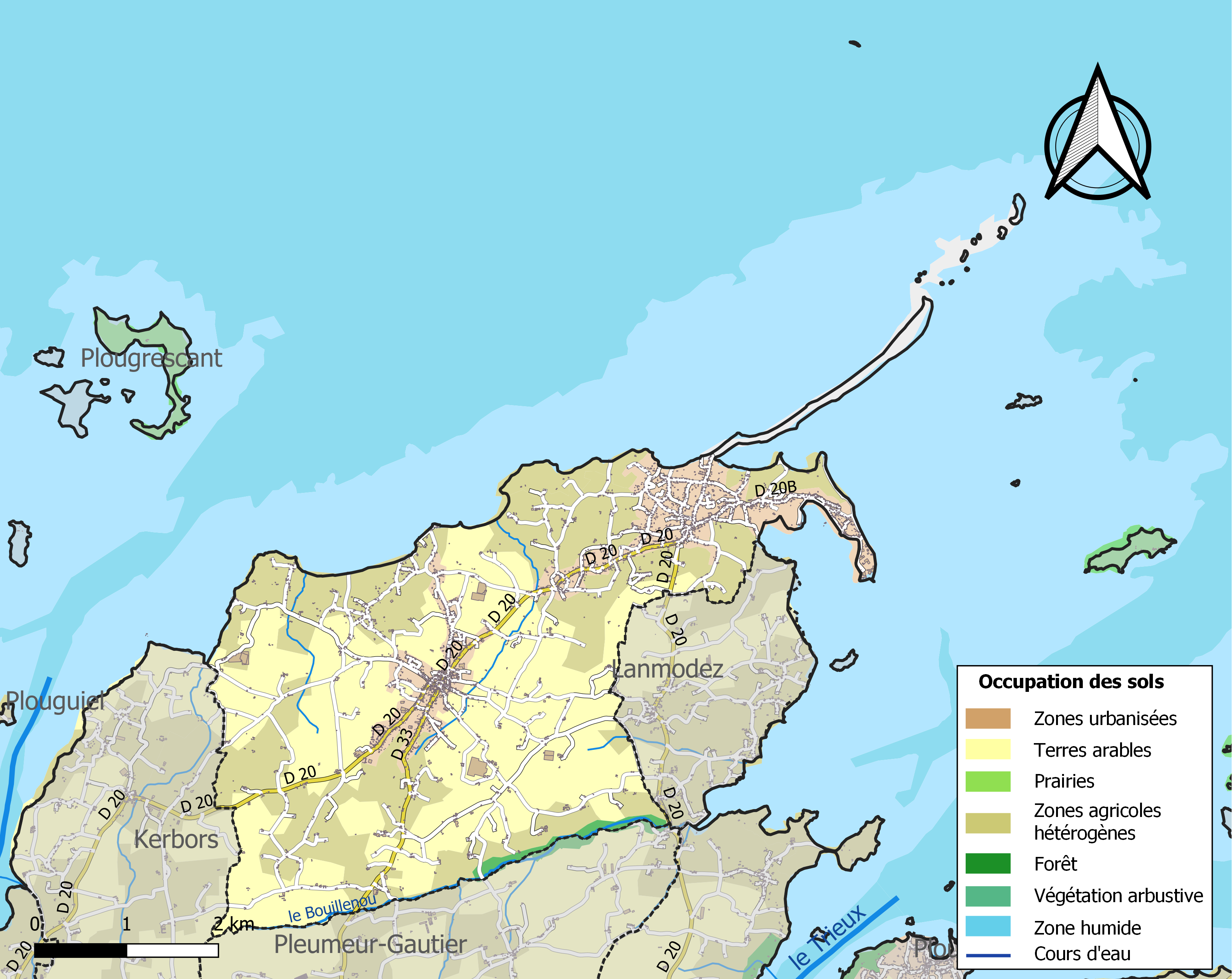

## Demografie
Onderstaande figuur toont het verloop van het inwonertal (bron: INSEE-tellingen).